# Thermopalia taraxaca
Thermopalia taraxaca is een hydroïdpoliep uit de familie Rhodaliidae. De poliep komt uit het geslacht Thermopalia. Thermopalia taraxaca werd in 1983 voor het eerst wetenschappelijk beschreven door Pugh. 